# Stiftshütte (Kassel)
Die Stiftshütte war ein literarischer Zirkel in Kassel.
Franz von Dingelstedt wurde 1836 Lehrer am Lyceum in Kassel. Er gründete einen Kreis junger Menschen des Vormärz unter dem Leitsatz Eintracht Hält Macht in Kassel. Die Eröffnungsode vermeldete den Anfang einer neuen literarischen Epoche: Die Zeit, da über Hessens Gauen // Das Morgenroth der Dichtung flog.
Zu den Mitgliedern der „Stiftshütte“ gehörten u. a. Friedrich Wilhelm Müller, Friedrich Oetker, Heinrich Josef König und Julius Rodenberg. Unter Franz von Dingelstedts Federführung gaben sie 1838 das Hessische Album für Literatur und Kunst heraus.
Nach der Strafversetzung Dingelstedts nach Fulda 1838 löste sich die „Stiftshütte“ in Kassel auf.